# Базильский, Гавриил Макарович
Гавриил Макарович Базильский (25 марта 1880 — 17 октября 1937) — генерал-хорунжий армии УНР, полковник РИА. Георгиевский кавалер.

## Биография
Гавриил Базильский родился 25 марта 1880. Происходил из крестьян села Кищинцы по отцовской линии, впрочем, его отец переехал в село Соколивки Уманского уезда Киевской губернии. Его род в Кищинцы известен с середины XVIII века (первые известные его предки -— братья «Базильщукы» упомянуты как гайдамаки). Есть веские основания полагать, что будущий генерал появился на свет таки в Кищинцы и переехал в Соколивки к родственникам матери, а Макар Базильский ещё в последние годы XIX века известный, как Кищенский староста.
Сдал экзамены на звание вольноопределяющемуся в Золочевский гимназии (Харьковская губерния).

### В царской армии
30 сентября 1900 поступил на военную службу вольноопределяющимся 2-го разряда до 175-го пехотного Батуринского полка, тогда дислоцировался в Умани. 4 сентября 1901 сдавал вступительные экзамены в Чугуевский пехотное юнкерское училище, но неудачно. 3 сентября 1902 сдал экзамены успешно, однако не прошёл по конкурсу. 17 октября 1902 был зачислен в училище вне штата.
22 апреля 1905 окончил Чугуевское пехотное юнкерское училище по 2-му разряду, вышел подпоручиком в 200-го пехотного резервов Ижорского полка (с. Медвежий Состояние под Санкт-Петербургом). В 1911 году был переведён в 74-го пехотного Ставропольского полка (Каменец-Подольский, затем — Умань). Осенью 1912 поручик Базильский начал работать в Минковское четырёхклассное городское училище.

#### Первая мировая война
С началом Первой мировой войны был переведён в 258-й пехотный Кишинёвский полк, который разворачивался по кадрам 74-го Ставропольского; воевал в Галиции. За бои 5-10 октября 1914 под селом Урож (теперь Дрогобычского района), когда он лично возглавил атаку роты, награждён Георгиевским оружием; вне присвоен чин капитана. В составе полка во время боёв был контужен и ранен. Командовал ротой в течение 7 месяцев, исполнял обязанности помощника командира полка по хозяйственной части в течение 11 месяцев. С 12 марта 1917 года — исполняющий обязанности командира 258-го пехотного Кишинёвского полка (со старшинству от 21 декабря 1916, утверждён в этой должности в конце июня 1917 года). 16 июня 1917 получил звание полковника. За Первую мировую войну Базильский имел блестящие аттестации начальства и был награждён Георгиевским оружием, тремя степенями ордена Святой Анны, двумя Святого Станислава, орденом Святого Владимира 4 степени с мечами и бантом. Некоторые исследователи утвержу что он был отмечен ещё и орденом Святого Георгия IV степени, солдатской наградой Святого Георгия IV степени с лавровой ветвью и «всеми боевыми орденами до Святого Владимира III степени с мечами и повязкой». Но об этих наградах отсутствует информация в Полном послужном списке и Аттестации за 1917 год. И третья степень ордена Святого Владимира банта не предусматривала, потому носили награду на шее.

### В армии УНР
В 1917 году стал инициатором украинского военного движения в 65-й пехотной дивизии, в состав которой входил 258-й Кишинёвский полк. 23 июня Базильский подписывает постановление о закладке украинских библиотек при каждом батальоне. Летом организовал украинский курень в составе своего полка. Для русификации ездил два корпуса 9-й российской армии, ему в этом способствовал Спиридон Белецкий, комиссар при IX-и российской армии. В конце 1917 года украинизировал дивизию.
Во время наступления российско-большевистских войск в конце 1917—начале 1918 Базильский повёл «Украинский сборный отдел» в количестве 10 000 штыков, 500 сабель, 10 орудий из румынского города Кымпулунг на Украину, румыны пытались разоружить украинцев. Дивизия остановилась у Каменца, где стояли большие силы.
Ничего не зная о Брестские договорённости, полковник Базильский привёл подчинены силы в полную боевую готовность, только вмешательство комиссара УЦР Астафьева и генерала Ерошевича предотвратило вооружённом столкновение.
После объявленного Центральной Радой демобилизации большинство казаков и старшин разошлись по домам, Базильский перевёл остатки дивизии в марте 1918 года в Умань. К июню 1918 года — исполняющий обязанности начальника 65-й пехотной дивизии Армии Украинской Державы. С 10 июля 1918 года — командир 42-го (впоследствии 32-го) пешего Сумского полка (бывшего 258-го Кишинёвского) 11-й пешей дивизии Армии Украинской Державы, заместителем был строевой полковник Александр Фофанов. Во время противогетманского восстания Базильский поддержал Директорию. С декабря 1918 года — начальник 11-й пешей кадровой дивизии.
К характеристике генерала Базильского как солдата надо добавить, что на фронте он был известен с того, что во время боя его можно было найти только на передовой линии - под вражескими пулями, перед которыми он никогда не бил поклонов. Поле боя оставлял последним.подполковник Евтимович
Многочисленные бои с большими потерями, стали результатом, того что на основе 11-й армии командование сформировало бригаду Юго-Восточной группы, комбриг Базильский в апреле 1919 предназначен выполнять обязанности 8-го Екатеринославского коша. В это время определённые украинские части подверглись интернирования, но ненадолго, в мае румыны переправили казаков на Волынь, однако, нарушив условия, оружия не вернули. Около месяца исполнял обязанности 6-й, а с 11 июня 1919 года — начальник 8-й Запорожской дивизии. Возглавляемая им дивизия приняла непосредственное участие в боях за Староконстантинов, Проскуров, Ярмолинцы, Липовец и в наступлении на Киев. Генерал М.Капустянський в воспоминаниях замечает, что восьмая дивизия в середине августа вела бои у Липовца «с целой бригадой красных» и пленила полтысячи красноармейцев. 31 августа дивизия прошла победным маршем по улицам Киева, однако немедленно поступил приказ генерала Кравса, которому подчинялись шестой и восьмой дивизии, об отступлении из столицы Украины. В первых числах сентября 1919 восьмом Запорожская дивизия Базильского отправляется навстречу Добровольческой армии и Одесской красноармейские группе Ионы Якира, которая прорвала фронт, объединилась с основными частями и начала наступление. Дивизия имела приказ разбить наступающего врага и выйти на линию Кодыма — Ольгополь — Устье, неравные бои продолжались с переменным успехом; самостоятельно удержать Вапнярский железнодорожный узел 8-я не могла, на помощь ожидать было неоткуда — все силы Армии УНР были задействованы в боях на фронте. Пребывающие в непрерывных боях запорожцы медленно отступают в Могилев-Подольского, оттуда всё дальше на запад.
В Проскурове тиф заставил Базильского сдать командование, запорожцы переправили его на занятую поляками территорию. В декабре 1919 года был интернирован поляками. В мае-июле 1920 года — командующий запасов войск Армии УНР, которые были переформированы в 1-ю пулемётную дивизию, был начальником и инспектором этой дивизии. С 5 октября 1920 года — генерал-хорунжий. В начале сентября назначен заместителем командующего Левой группы Армии УНР с оставлением предыдущих полномочий. С 12 октября 1920 года — начальник 1-й Запорожской стрелковой дивизии Армии УНР.
18 ноября превосходящие силы большевиков заставили Левую группу оставить Проскуров, а 21 ноября в составе Армии УНР пересечь польскую границу.
Первую Запорожскую дивизию польские власти разместили в лагере для интернированных Пикуличи под Перемышлем. «В частях 50 % совсем без обуви и до 35 % в очень рваных сапогах, до 35 % совсем без шинелей» — докладывал командованию о пребывании в лагере Базильский. В конце февраля — начале марта 1921 году поляки переводят дивизию в Вадовице. Базильский и И. В. Омелянович-Павленко прилагают немало усилий, чтобы организовать в Вадовицах культурно-образовательный отдел; их усилиями казалось несколько журналов и еженедельник для женщин действовала студия народной вышивки, которую вела Мария Базильский — жена генерала — выпускница Смольного института. В марте 1921 организовано лагерный кооператив «Запорожец», доходы от деятельности которого шли исключительно на благотворительные цели.
Жил в бедности. Скончался в 1937 от анемии.